# Aleksandr Kosariew (polityk)
Aleksandr Wasiljewicz Kosariew (ros. Алекса́ндр Васи́льевич Ко́сарев, ur. 1 stycznia?/14 stycznia 1903 w Moskwie, zm. 23 lutego 1939 tamże) – radziecki polityk, działacz partyjny i komsomolski, sekretarz generalny KC Komsomołu (1929–1938).

## Życiorys
Skończył dwie klasy szkoły podstawowej, od 1918 członek Komsomołu, a od 1919 RKP(b), w 1918 wstąpił ochotniczo do Armii Czerwonej, uczestnik obrony Piotrogrodu przed wojskami Białych gen. Nikołaja Judenicza w 1919. Od 1921 sekretarz rejonowego komitetu Komsomołu w Moskwie, potem w Leningradzie, od 1924 sekretarz penzeńskiego gubernialnego komitetu Komsomołu. W styczniu-kwietniu 1926 sekretarz rejonowego komitetu Komsomołu w Leningradzie, z ramienia Stalina przeprowadził czystkę zwolenników Lewicowej Opozycji, w wyniku której z Komsomołu wykluczono ponad połowę leningradzkiego komitetu organizacji. W latach 1926–1929 I sekretarz Moskiewskiego Komitetu Komsomołu, gdzie również przeprowadził czystki, uciekając się do otwartego zastraszania komsomolców. Równolegle w latach 1926–27 kierownik wydziału organizacyjnego KC Komsomołu. Od 1928 sekretarz KC Komsomołu, od marca 1929 do listopada 1938 sekretarz generalny KC Komsomołu, w latach 1927–1930 członek Centralnej Komisji Kontroli WKP(b), od XVI zjazdu WKP(b) (1930) zastępca członka, od XVII zjazdu (I 1934) członek KC i Biura Organizacyjnego KC WKP(b). Deputowany do Rady Najwyższej ZSRR I kadencji. 
W okresie wielkiego terroru 22 listopada 1938 pozbawiony stanowiska i wykluczony z KC Komsomołu „za grubiańskie naruszanie wewnętrznej demokracji, bezduszno-biurokratyczny i nieprzyjazny stosunek do uczciwych pracowników Komsomołu, rozkład opieki moralnej, pijaństwo i bycie elementem obcym partii i Komsomołowi”.
29 listopada 1938 aresztowany przez NKWD, aresztowania dokonał osobiście Ławrientij Beria. Aresztowano wówczas większość członków KC Komsomołu. Według jednego ze źródeł Kosariew został oskarżony o spiskowanie z Nikołajem Jeżowem, odwołanym właśnie w tym czasie z funkcji komisarza ludowego NKWD. Aresztowany był okrutnie torturowany przez śledczego Szwarcmana, zarzucano mu m.in. szpiegostwo na rzecz Polski, nie przyznał się do winy. 22 lutego 1939 po dziesięciominutowym „procesie” skazany na śmierć „za przynależność do antyradzieckiej organizacji terrorystycznej” przez  Kolegium Wojskowe Sądu Najwyższego ZSRR, wyrok wykonano następnego dnia. Ciało skremowano w krematorium na Cmentarzu Dońskim, prochy pochowano anonimowo.
Żonę Kosariewa, Marię, skazano na 10 lat łagru jako członków rodziny wroga ludu, zaś jego teścia, rektora Akademii Handlowej, rozstrzelano. Córka Elena uniknęła aresztowania w okresie wielkiego terroru, jednak została aresztowana w 1947, a następnie zesłana do Norylska.
24 sierpnia 1954 pośmiertnie zrehabilitowany.
Odznaczony Orderem Lenina.